# Genie Gets Her Wish
Genie Gets Her Wish − pierwszy w karierze Christiny Aguilery koncertowy album DVD.
Organizacja Recording Industry Association of America (RIAA) przyznała krążkowi certyfikat platynowej płyty.

## Zawartość płyty

### Lista utworów
1. "Genie in a Bottle"
2. "So Emotional"
3. "Come on Over Baby (All I Want Is You)"
4. "What a Girl Wants"
5. "I Turn to You"
6. "At Last"
7. "When You Put Your Hands On Me"
8. "The Christmas Song (Chestnuts Roasting On An Open Fire)"

### Dodatki
1. Galeria zdjęć
2. Wideoklipy:
  1. "Genie in a Bottle"
  2. "What a Girl Wants"
3. Możliwość wyboru konkretnego rozdziału
4. Linki stron internetowych dla zainteresowanych

## Pozycje na listach przebojów
| Notowanie (2000)                | Najwyższa pozycja |
| ------------------------------- | ----------------- |
| US Top Music Videos (Billboard) | 1                 |